# Phaolô Ri Moun-hi
Phaolô Ri Moun-hi (sinh 1935; tiếng Hàn:이문희 바오로) là một Giám mục người Hàn Quốc của Giáo hội Công giáo Rôma. Ông nguyên là Tổng giám mục Tổng giáo phận Daegu và Chủ tịch Hội đồng Giám mục Hàn Quốc. Trước đó, ông cũng từng là Giám mục Phụ tá rồi Tổng giám mục Phó của Daegu.

## Tiểu sử
Tổng giám mục Phaolô Ri Moun-hi sinh ngày 14 tháng 9 năm 1935 tại Taegu, thuộc Hàn Quốc. Sau quá trình tu học dài hạn tại các cơ sở chủng viện theo quy định của Giáo luật, ngày 23 tháng 12 năm 1965, ở tuổi 30, Phó tế Ri Moun-hi tiến đến việc được truyền chức linh mục. Tân linh mục cũng trở thành thành viên của linh mục đoàn Tổng giáo phận Daegu (Taegu).
Sau bảy năm mục vụ trên sứ vụ linh mục, ngày 19 tháng 9 năm 1972, tin tức từ Tòa Thánh loan báo việc Giáo hoàng đã quyết định chọn linh mục Phaolô Ri Moun-hi làm Giám mục, cụ thể là Giám mục Phụ tá Tổng giáo phận Daegu (taegu), chức danh Giám mục Hiệu tòa Forconium. Các nghi thức truyền chức cho vị giám mục tân cử được cử hành vào ngày 30 tháng 11 sau đó, với sự tham dự và cử hành của ba giáo sĩ cấp cao. Chủ phong cho vị tân chức là Ippolito Rotoli, Quyền Sứ thần Tòa Thánh tại Hàn Quốc. Hai vị khác đóng vai trò phụ phong, gồm Giám mục Ippolito Rotoli, Giám mục Phụ tá Giáo phận Busan (Pusan) và Giám mục René Marie Albert Dupont, M.E.P., Giám mục chính tòa Giáo phận Andong. Tân giám mục chọn cho mình châm ngôn:Sicut in cœlo et in terra / 하늘에서와 같이 땅에서도.
Hơn mười hai năm phục vụ tại Deagu với trách vụ Giám mục phụ tá, ngày 5 tháng 1 năm 1985, tin từ Tòa Thánh cho biết Giáo hoàng quyết định chọn ông làm người kế vị cho Tổng giáo phận này, với chức danh mới là Tổng giám mục Phó Tổng giáo phận Daegu. Sau hơn một năm, ngày 1 tháng 7 năm 1986, ông chính thức kế nhiệm làm Tổng giám mục chính tòa của Giáo phận này.
Sai hơn hai mươi mốt năm nắm giữ vai trò là lãnh đạo của Tổng giáo phận Daegu, ngày 29 tháng 3 năm 2007, đơn xin từ nhiệm của vị Tổng giám mục 72 tuổi được Tòa Thánh xác nhận.
Ngoài các chức danh chính phía Tòa Thánh bổ nhiệm, từ năm 1993 đến năm 1996, ông còn kiêm nhiệm thêm nhiệm vụ Chủ tịch Hội đồng Giám mục Hàn Quốc.